# Amer Abdulrahman
Amer Abdul Rahman Abdullah Hussein Al Hamadi (en árabe: عامر عبد الرحمن عبد الله حسين الحمادي‎; Abu Dabi, Emiratos Árabes Unidos; 3 de julio de 1989) es un exfutbolista emiratí. Jugaba de centrocampista y su último equipo fue el Baniyas Club de la Liga Árabe del Golfo. Es internacional absoluto con la selección de fútbol de los Emiratos Árabes Unidos.

## Clubes
| Club         | País | Año       |
| ------------ | ---- | --------- |
| Baniyas SC   | EAU  | 2006-2016 |
| Al Ain       | EAU  | 2016-2019 |
| Al Jazira    | EAU  | 2019-2021 |
| Baniyas Club | EAU  | 2021-2022 |

## Palmarés

### Títulos nacionales
| Título                                    | Club   | País | Año     |
| ----------------------------------------- | ------ | ---- | ------- |
| Liga Árabe del Golfo                      | Al Ain | EAU  | 2017-18 |
| Copa Presidente de Emiratos Árabes Unidos | Al Ain | EAU  | 2017-18 |

### Títulos internacionales
| Título                             | Club                   | País   | Año  |
| ---------------------------------- | ---------------------- | ------ | ---- |
| Copa de Clubes Campeones del Golfo | Baniyas SC             | EAU    | 2013 |
| Copa de Naciones del Golfo         | Emiratos Árabes Unidos | Baréin | 2013 |